# Stig Kristiansen
Stig Kristiansen (ur. 12 sierpnia 1970 w Oslo) – norweski kolarz szosowy, brązowy medalista mistrzostw świata.

## Kariera
Największy sukces w karierze Stig Kristiansen osiągnął w 1991 roku, kiedy wspólnie z Johnnym Sætherem, Roarem Skaane i Bjørnem Stenersenem zdobył brązowy medal w drużynowej jeździe na czas podczas mistrzostw świata w Stuttgarcie. Był to jednak jedyny medal wywalczony przez niego na międzynarodowej imprezie tej rangi. W tej samej konkurencji zdobył także dwa medale na mistrzostwach krajów nordyckich, w tym złoty w 1994 roku. W drużynowej jeździe na czas wystąpił także na igrzyskach olimpijskich w Barcelonie w 1992 roku, gdzie Norwegowie zajęli jedenaste miejsce. Sześciokrotnie zdobywał złote medale mistrzostw kraju.
Jego dziadek Bernt Evensen był wielokrotnym medalistą w łyżwiarstwie szybkim.